# Ванесса Бауче
Ванесса Бауче ( ісп. вимова: [baˈnesa ˈβawtʃe], при народженні Альма Ванесса Бауш Чавіра ; 18 лютого 1973) — мексиканська акторка телебачення, театру та кіно.

## Життєпис
Альма Ванесса Бауш Чавіра народилася 1973 року. Названа на честь акторки Ванесси Редґрейв. Її батько був ромом, який одружився з жінкою, яка мріяла стати танцюристкою та співачкою. На момент одруження її матері було 16 років, а батько навчався в загальноосвітній школі. Пара розлучилася, коли Ванессі виповнилося 7 років. Після розлучення вона та її брат Тіто три роки подорожували з батьком. Згодом вона та її брат оселилися з матір’ю в Мехіко.

## Кар'єра
Ванесса Бауче отримала головну роль у фільмі про наркозалежну повію El Patrullero (Дорожній патрульний) в 1991 році. Після головних ролей у низці теленовел вона виконала у 2000 році головну роль у міжнародно успішній картині «Сука-любов». Хоча Бауче досягла успіху як у кіно, так і на телебаченні, вона також підтримує стабільну кар'єру в театрі.

## Фільмографія
| Рік            | Назва українською                | Оригінальна назва                | Роль                                                        | Примітки                                              |
| -------------- | -------------------------------- | -------------------------------- | ----------------------------------------------------------- | ----------------------------------------------------- |
| 1989 рік       | Просто Марія                     | Simplemente María                | Хулія (підліток), сестра Віктора, секретарка Пабло Альвеара |                                                       |
| 1996 рік       | Померти двічі                    | Morir dos veces                  | Карла                                                       |                                                       |
| 1997 рік       | Золота клітка                    | La jaula de oro                  | Крістіна Вальдес                                            |                                                       |
| 2000–2004 роки | Жінка, випадки з реального життя | Mujer, casos de la vida real     | Різні ролі                                                  | 12 серій                                              |
| 2000 рік       | Сука-любов                       | Amores Perros                    | Сусана                                                      |                                                       |
| 2000 рік       | Рамона                           | Ramona                           | Маргарита                                                   |                                                       |
| 2004 рік       | Тихе кохання                     | A Silent Love                    | Гледіс                                                      |                                                       |
| 2008 рік       | Жінки-вбивці                     | Mujeres asesinas                 | Юлія                                                        | Епізод: "Ana, corrosiva"                              |
| 2009 рік       |                                  | Ellas son, la alegría del hogar  | Кармела                                                     |                                                       |
| 2009 рік       | Герман і детективи               | Hermanos y detectives            | лікарка                                                     | Епізод: "El caso Peralta"                             |
| 2011 рік       | Оберіг орла                      | El encanto del águila            | Мама Кончіта                                                | Епізод: "El último Caudillo"                          |
| 2012 рік       | Клороформо                       | Cloroformo                       | Мірелла                                                     |                                                       |
| 2015 рік       | Капітан Камачо                   | El capitán Camacho               | Бригіда                                                     |                                                       |
| 2016 рік       |                                  | Eva la trailera                  | Сорая Луна                                                  | регулярна роль; 116 серій                             |
| 2016–2017 роки |                                  | Rosario Tijeras                  | Рубі Моралес                                                | регулярна роль (1-й сезон); 48 серій                  |
| 2017 рік       | Її звали Долорес                 | Su nombre era Dolores            | Марі Урданета                                               | Епізоди: «Cervezas y diamantes» і «Sufriendo a solas» |
| 2017 рік       | Подвійне життя Естели Каррільо   | La doble vida de Estela Carrillo | Летиція                                                     | Серіал регулярний (1 сезон); 70 серій                 |
| 2018 рік       | Луїс Мігель: Серіал              | Luis Miguel: The Series          | Розі Есківель                                               | Серіал регулярний (1 сезон); 10 серій                 |
| 2018 рік       |                                  | La jefa del campeón              | Мартіна Моралес                                             | регулярна роль (1-й сезон); 61 епізод                 |
| 2019 рік       |                                  | Nosotros los guapos              | Натача                                                      |                                                       |
| 2021 рік       | Війна по сусідству               | The War Next-door                | Леонор Сальсідо                                             | Головна роль                                          |

## Нагороди та номінації
Арієль
- 1995: номінація на "Найкращу жіночу роль другого плану" - Поки я не помру
- 1999: Перемога, «Найкраща жіноча роль другорядного плану» - Переслідування
- 2002: Перемога, "Найкраща жіноча роль другого плану" - "З вулиці"
- 2005: Номінація, «Найкраща актриса» - «Гідно: До останнього подиху»

Фестиваль латиноамериканського кіно в Леріді
- 2006: Перемога, «Найкраща жіноча роль» — Аль Отро Ладо та Las vueltas del citrillo

Премія Western Heritage Awards
- 2006: Перемога, "Видатний театральний фільм" - Три поховання Мелькіадеса Естради